# ساندرو سيريجيو
ساندرو سيريجيو (بالألمانية: Sandro Sirigu)‏ (7 أكتوبر 1988 بأولم في ألمانيا - ) هو لاعب كرة قدم ألماني في مركز الدفاع. لعب مع دارمشتات 98 ونادي فرايبورغ ونادي هايدنهايم وSC Freiburg II ‏ و.

## وصلات خارجية
- ساندرو سيريجيو على موقع قاعدة بيانات كرة القدم.إي يو (الإنجليزية)
- ساندرو سيريجيو على موقع بيانات كرة القدم. دي إي (الألمانية)
- ساندرو سيريجيو على موقع Soccerway.com (الإنجليزية)
- ساندرو سيريجيو على موقع عالم كرة القدم.نت (الإنجليزية)
- ساندرو سيريجيو على موقع AS.com (الإسبانية)